# Polyrhachis ammon
Polyrhachis ammon är en myrart som först beskrevs av Fabricius 1775.  Polyrhachis ammon ingår i släktet Polyrhachis och familjen myror. Inga underarter finns listade i Catalogue of Life.

## Bildgalleri

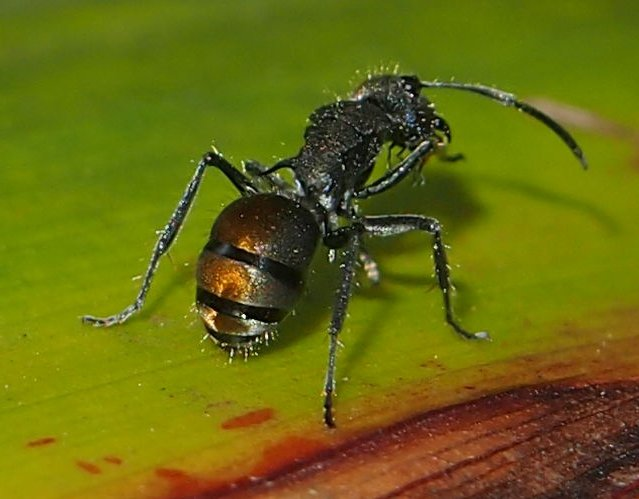
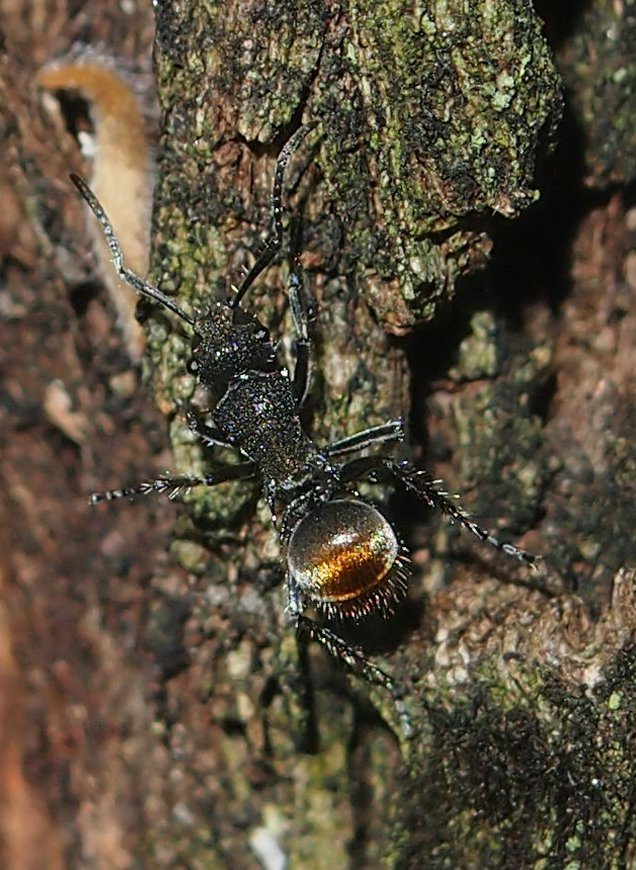
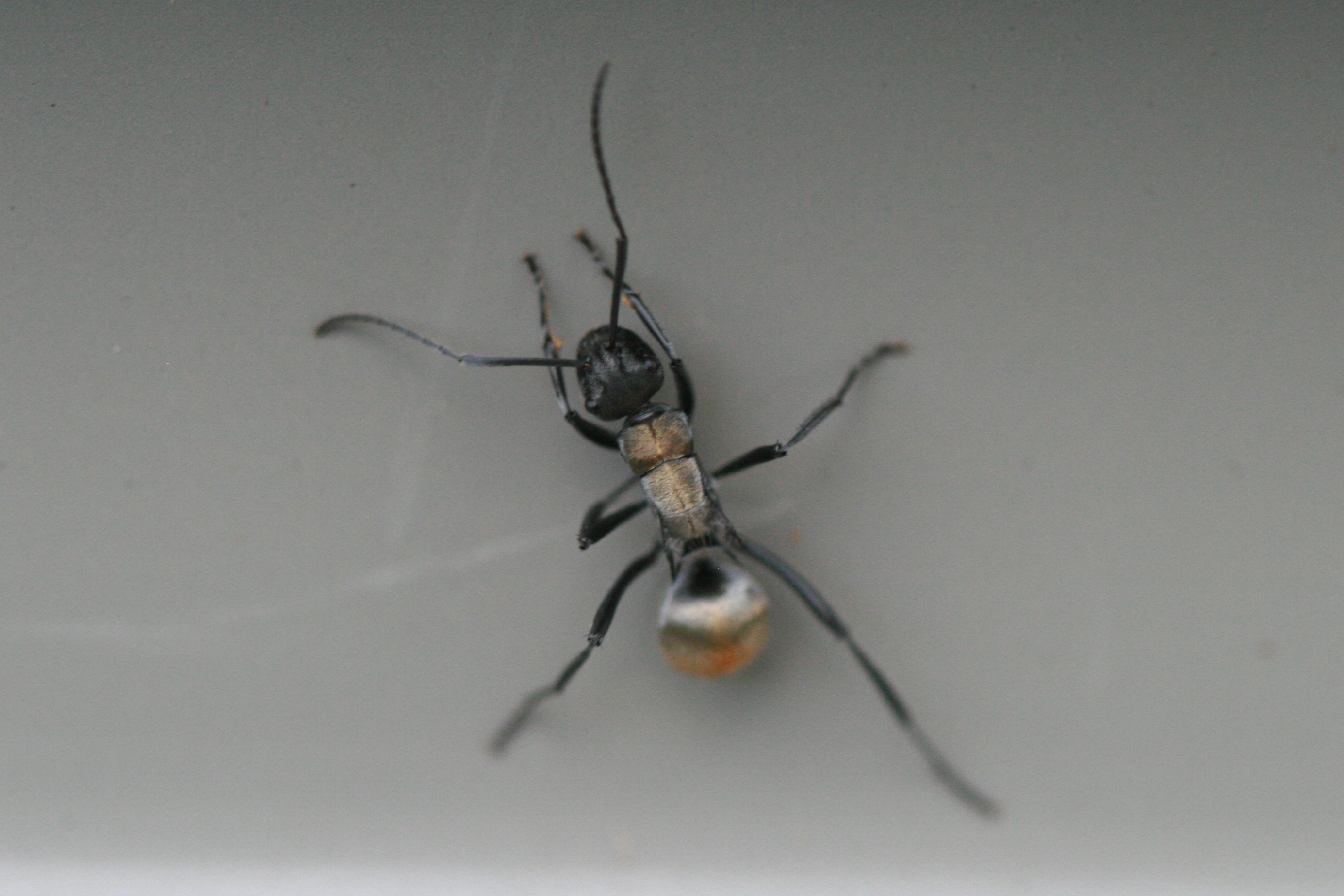
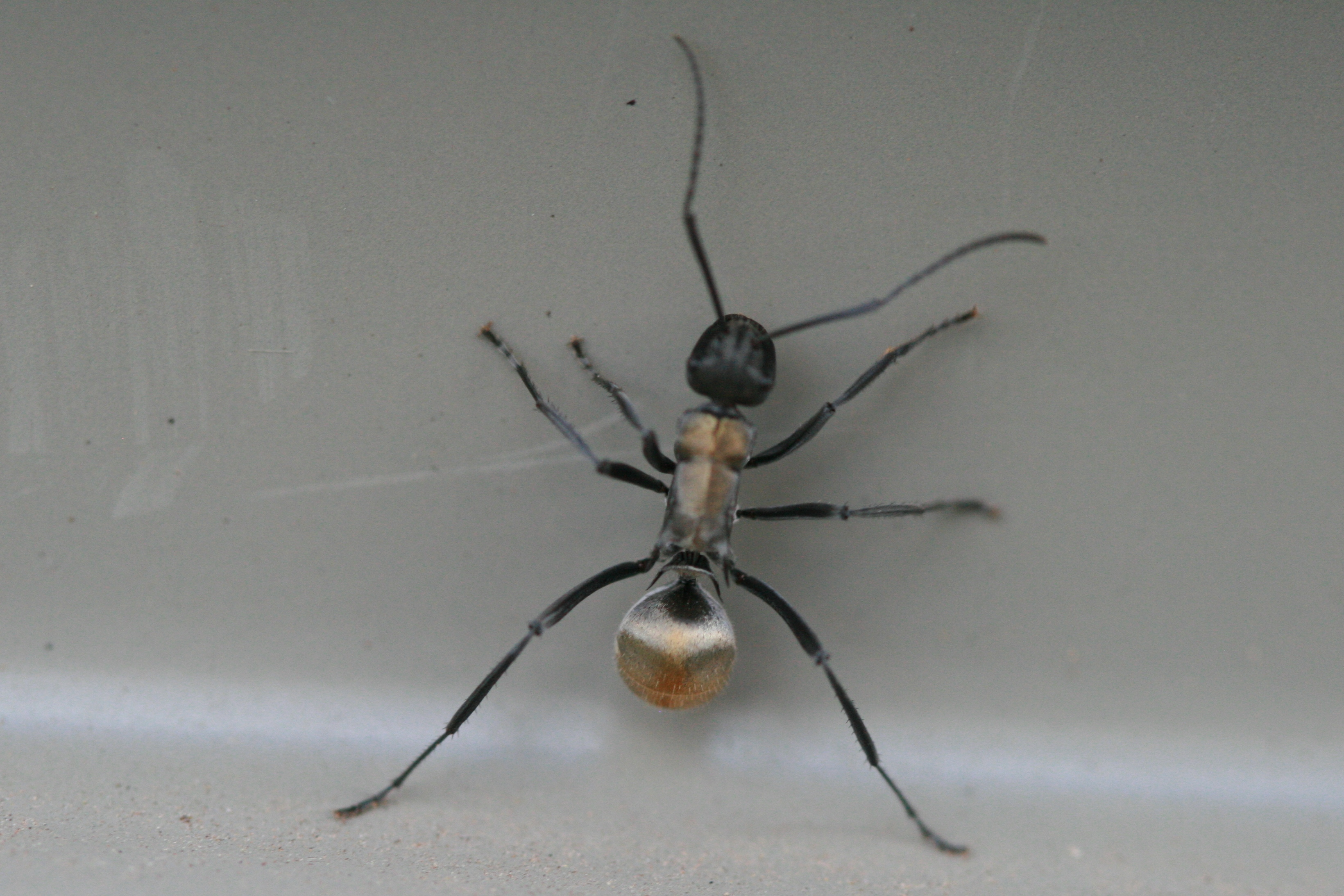